# Santo Domingo Open 2022
Il Santo Domingo Open 2022 è stato un torneo maschile tennis professionistico. È stata la 6ª edizione del torneo, facente parte della categoria Challenger 125 nell'ambito dell'ATP Challenger Tour 2022, con un montepremi di 159 360 $. Si è svolto dal 15 al 21 agosto 2022 sui campi in terra verde del Santo Domingo Tennis Club La Bocha di Santo Domingo, in Repubblica Dominicana.

## Partecipanti

### Teste di serie
| Nazionalità | Giocatore               | Ranking* | Testa di serie |
| ----------- | ----------------------- | -------- | -------------- |
| Spagna      | Roberto Carballés Baena | 78       | 1              |
| Argentina   | Pedro Cachín            | 87       | 2              |
| Argentina   | Tomás Martín Etcheverry | 94       | 3              |
| Colombia    | Daniel Elahi Galán      | 97       | 4              |
| Perù        | Juan Pablo Varillas     | 100      | 5              |
| Argentina   | Camilo Ugo Carabelli    | 121      | 6              |
| Argentina   | Federico Delbonis       | 133      | 7              |
| Argentina   | Facundo Mena            | 138      | 8              |

* Ranking alL'8 agosto 2022.

### Altri partecipanti
I seguenti giocatori hanno ricevuto una wild card per il tabellone principale:
- Peter Bertran
- Gonzalo Bueno
- Nick Hardt

I seguenti giocatori sono entrati in tabellone come alternate:
- Gonzalo Lama
- Roberto Quiroz
- Gonzalo Villanueva

I seguenti giocatori sono passati dalle qualificazioni:
- Nicolás Mejía
- Pedro Boscardin Dias
- Patrick Kypson
- Román Andrés Burruchaga
- Facundo Juárez
- Nicolás Barrientos

Il seguente giocatore è entrato in tabellone come lucky loser:
- Nicolás Álvarez

## Campioni

### Singolare
Pedro Cachín ha sconfitto in finale  Marco Trungelliti con il punteggio di 6–4, 2–6, 6–3.

### Doppio
Ruben Gonzales /  Reese Stalder hanno sconfitto in finale  Nicolás Barrientos /  Miguel Ángel Reyes Varela con il punteggio di 7–6(5), 6–3.